# Bauge (zoologie)
Pour la technique de construction, voir Bauge.

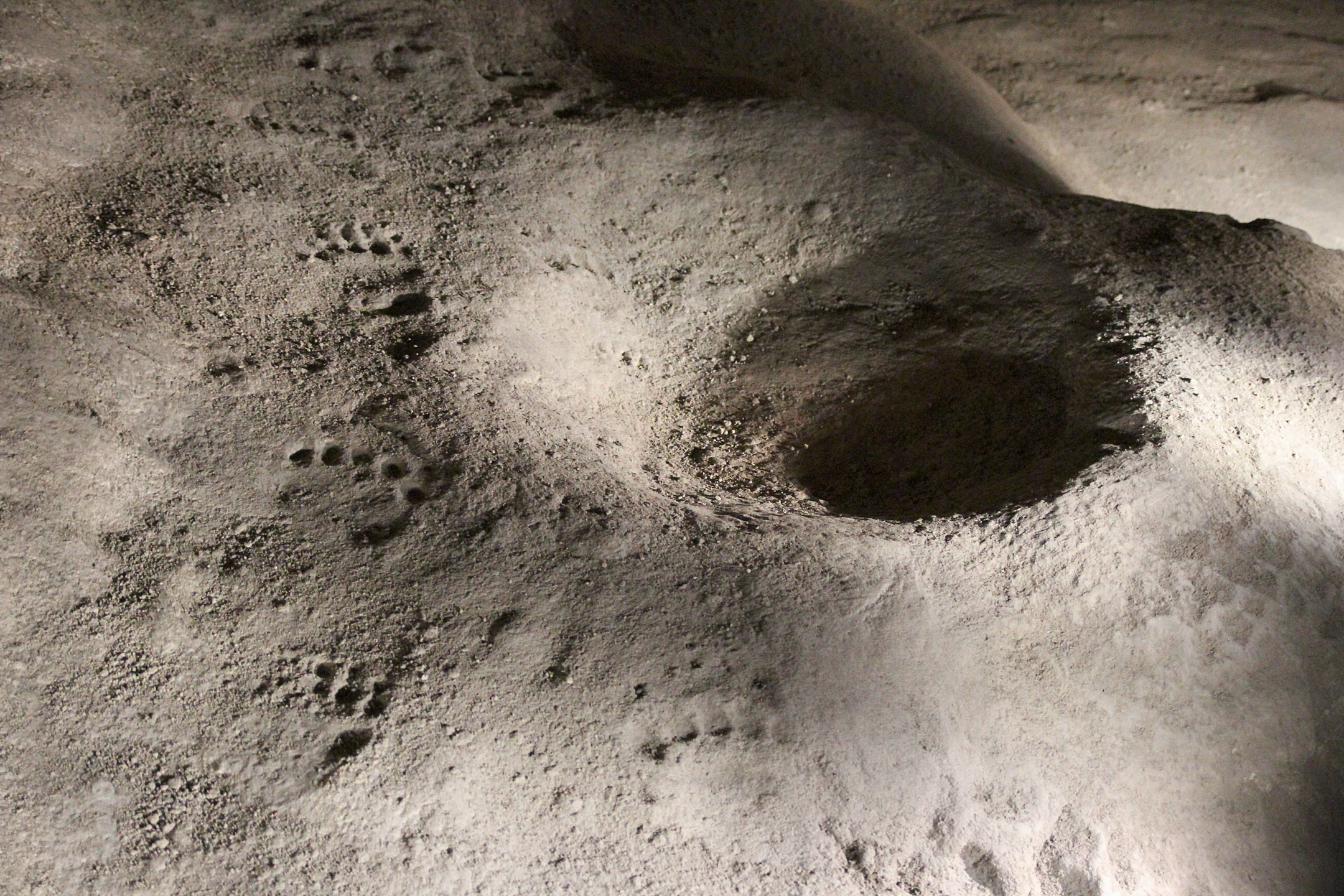
Copie de bauge d'ours préhistorique, grotte Chauvet 2 - Ardèche.

La bauge est l'abri naturel de certains grands mammifères.
La bauge à ours est une zone creuse que l'on trouve dans les grottes, à même le sol, dans les zones argileuses, et de forme arrondie. Elle permet aux ours de s'y recroqueviller l'hiver afin d'hiberner dans des conditions thermiques stables.
La bauge du sanglier est l'abri diurne où il dort. C'est en général un endroit sec, abrité du vent et caché dans de profonds fourrés. Il ne doit pas être confondu avec la souille, cuvette de boue où il se roule ponctuellement pour se débarrasser de ses parasites. La bauge du cochon, quant à elle, est appelée la « loge »,.